# 緒方富雄

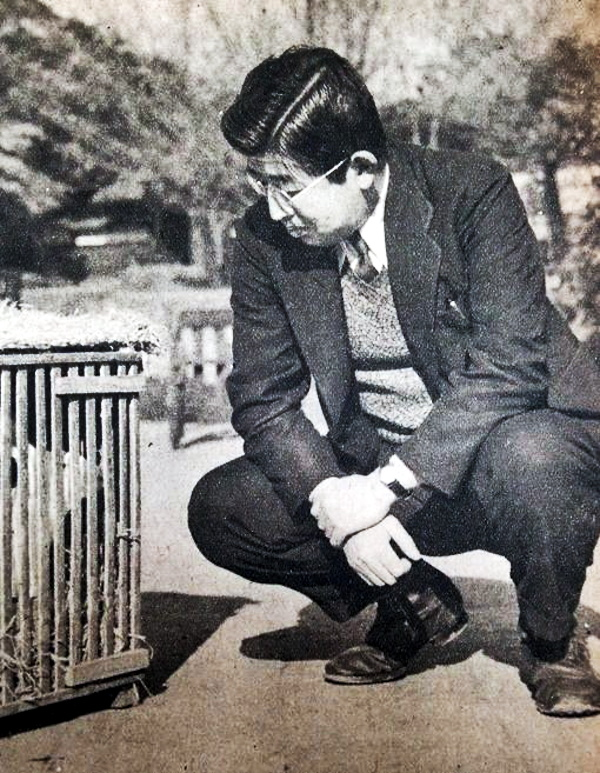
緒方富雄（1948年）

緒方 富雄（おがた とみお、1901年11月3日 - 1989年3月31日）は、日本の血清学者、医学史学者。血清研究以外にも、病理学、蘭学研究、出版、社会事業など様々な分野で活躍し、その業績は数多い。緒方洪庵の曾孫にあたる。

## 経歴
1901年（明治34年）、緒方洪庵の本家3代目・緒方銈次郎の三男として大阪府に生まれる。1919年（大正8年）兵庫県立神戸第一中学校を卒業後、第三高等学校 (旧制)を経て、東京帝国大学医学部に進学。1926年（大正15年）に同大を卒業。講師を勤めながら、1932年（昭和7年）医学博士。1936年（昭和11年）東京大学医学部助教授、1949年（昭和24年）東京大学医学部教授、東京大学医学図書館館長を務めた。1962年（昭和37年）に定年退官し、東京大学名誉教授となる。
学外の活動として学術雑誌『医学のあゆみ』（医歯薬出版）第1期編集長を務めたほか、財団法人緒方医学化学研究所を設立した。
アメリカ医師会各名誉会員、日蘭協会副会長、ギリシヤ国コス市名誉市民。

## 人物
専門分野である血清学の研究のほかに、緒方洪庵家に生まれたことから洪庵の伝記編纂など蘭学史・医史の研究を進め、また科学啓蒙の著作を多く残した。なかでも児童からの相談に対する回答を基にした随筆「クシャミと太陽」は、『科学朝日』72号（1947年6月）に掲載（初出）されたのち『少年少女科学名著全集』や『ちくま哲学の森』（6巻）などのアンソロジーに再録された。

## 受賞歴
- 1948年（昭和23年）毎日出版文化賞
- 1952年（昭和27年）日本皮膚科学会皆見省吾記念賞
- 1955年（昭和30年）貞明皇后医学振興賞
- 1962年（昭和37年）サンケイ児童文化賞
- 1971年（昭和46年）勲三等旭日中綬章[2]
- 1972年（昭和47年）オランダ国オラニエ＝ナッサウ勲章（英語版）コマンダー章[2]

## 親族
父の緒方銈次郎（1871-1945）は、緒方洪庵の次男・緒方惟準（1843-1909)と佐藤泰然の孫娘・吉重（1851-1927）夫妻の次男で、県立医学校を卒業後、ドイツに5年間留学してミュンヘン大学などで医学を学び、緖方收次郞（銈次郎の叔父）が経営する緖方病院の内科長を務めた。1925年に同病院の院長に就任するが、翌年産婦人科で不祥事が起こり、責任を取って辞任、長男の準一に院長を譲ったものの経営不振となり、1929年に閉院した。
母の友香（1875-1927）は三浦安の三女。長兄の緒方準一（1895-1988）は1960年に奈良県立医科大学学長就任（1972年退官）、次兄に緒方安雄がいる。叔父に東京大学医学部薬学科教授緒方章と緒方知三郎。
長男の緒方洪章は画家。2021年現在、緒方家洪庵会会長を務める。

## 著書
- 『緒方系譜考』緒方銈次郎、1926年。
- 『語原ギリシヤ語法 医学術語の語原の理解と製作に必要なギリシア語法の知識』南山堂書店、1929年。
- 病気の正体 （日本放送出版協会 ラジオ新書 1940年）
- 病気をめぐって （羽田書店 生活の科学新書 1941年）
- 『緒方洪庵傳』岩波書店、1942年。
  - 『緒方洪庵伝 第2版』岩波書店、1963年。
  - 『緒方洪庵伝 第2版増補版』岩波書店、1977年。
- 科学とともに （築地書館 1943年、東京出版 1945年）
- 論文を書く人のために 医学を中心として （日新書院 1943年）
- 蘭学のころ （弘文社 1944年）
- 血清学の領域から （河出書房 1945年）
- からだを護るもの （羽田書店 生活科学新書 1946年）
- みんなも科学を （朝日新聞社 1947年）
- 科学をつくるものの記録 （角川書店 1949年）
- 科学とこころ （河出書房 1951年）
- 梅毒の新しい血清学的検査法 緒方法と梅毒凝集法 （南山堂 1951年）
- そのときどきに （緒方医学化学研究所、1961年）
- 理論血清学 （東京大学出版会、1965年）
- 日本におけるヒポクラテス讃美 日本のヒポクラテス画像と賛の研究序説 （日本医事新報社 1971年）
- 三月四日 科学随想 （雷鳥社 1973年）
- 医学のなかのラテン語あれこれ （医歯薬出版 1982年）

### 共著・編著
- 『病理組織學實習の手引き 図版』（増補第4版 緒方知三郎共著）金原商店、1930年。
- 『病理組織学を学ぶ人々に 実習を受ける学生と研究者のために  本文 訂補7版』（緒方知三郎共著）金原商店、1934年。
- 『病理組織学を学ぶ人々に 実習を受ける学生と研究者のために   図版 訂補7版』（緒方知三郎共著）金原商店、1934年。
- 門人がシーボルトに提供したる蘭語論文の研究 （大鳥蘭三郎・大久保利謙・箭内健次共著（日獨文化協會編「シーボルト研究」中の一篇）、岩波書店 1938年）
- 祖国愛と科学愛 フランスの科学者達は語る （編 朝日新聞社 1942年）
- 獨創について （編（緒方、河上徹太郎、丘英通、伊原宇三郎、諸井三郎、渡邊慧の座談記録）、生活社 日本叢書 1945年）
- 生物の話 中等学生のために （合田得輔、服部静夫共著 大阪教育図書 1948年）
- 癌腫の歴史 （緒方知三郎共著 永井書店 1953年）
- 医学年鑑 医学・歯学・薬学・保健衛生の年次総覧 1963年 （勝沼晴雄、大村潤四郎共編 医歯薬出版 1962年）
- 緒方洪庵適々斎塾姓名録 （編集、学校教育研究所、1967年）
- 蘭学と日本文化 （編 東京大学出版会 1971年）
- 江戸時代の洋学者たち （編 新人物往来社 1972年）
- 日本細菌学外史―その三つの断面 （藤野恒三郎・中島健蔵共著、1975年）
- シーボルト「日本」の研究と解説 （岩生成一・斎藤信・箭内健次共著監修 講談社、1977年）
- 医学者の手帖 （森於菟共著 学生社、1978年）
- 大阪の除痘館うつりかわり （緒方正美共著 洪庵記念会、1978年）
- 緒方富雄先生八十賀 記念文集と記録 （同 記念の会 編、非売品、1982年）
- 緒方洪庵のてがみ その一〜五 （適塾記念会、梅溪昇共編 菜根出版、1980年-1996年）

### 現代語訳・校註
- 杉田玄白『蘭學事始』（大澤築地書店 1941年、岩波文庫 1959年、改版1982年）
- 杉田玄白『自分の影との対話 形影夜話』（東京出版医学書部 1947年）
- 杉田玄白『解体約図』（編 日本医史学会 1965年）
- 『現代文 蘭学事始』（岩波書店 1984年）